# Guerra di santi
Guerra di santi è una novella di Giovanni Verga, contenuta in Vita dei campi del 1880.

## Trama
La novella è ambientata in una località siciliana imprecisata, nell'ambito dei festeggiamenti della popolazione devota a San Rocco. Durante lo svolgimento della processione, all'improvviso vi è un fuggi fuggi generale, donne che strillano, persone che si picchiano, finché arrivano il pretore, il sindaco ed i Carabinieri. Tutto ciò era causato dal fatto che i devoti di San Rocco avevano speso molti soldi per fare cose in grande in quel giorno e ciò aveva causato l'invidia di quelli del quartiere di San Pasquale, i quali iniziano a osannare il loro santo. Le persone appartenenti alle due diverse fazioni litigano e tra questi ci sono compare Nino, devoto di San Rocco, Turi il "conciapelli" di San Pasquale, come sua sorella Saridda, la quale è la promessa sposa di Nino.
Dall'altra parte i devoti di San Rocco sono fomentati anche perché il vescovo aveva deciso di accordare il privilegio di portar la mozzetta (mantellina portata dagli alti prelati, o ecclesiastici con ruoli di responsabilità amministrativa) ai preti di San Pasquale. In città vi è, così, il fermento della popolazione.
Il reverendo fa riunire nella casa del parroco Bruno il Carradore e il Vice-pretore, esponenti delle due fazioni.
Nelle scene successive appare Nino che è costretto a vendere una mula, perché deve pagare l'affitto della terra e Saridda, sua futura sposa, vuole aiutarlo per cui manda Turi da lui per dargli dei soldi, ma Nino rifiuta il loro aiuto.
Qualche tempo più tardi Nino viene a sapere che Saridda e Turi si sono ammalati e corre a casa loro, finendo per essere contagiato pure lui.
Dopo questa scena sembra essere tornata la pace tra le due fazioni.